# تنام متموج
تنام متموج (الاسم العلمي: Crypturellus undulatus) هو نوع من الطيور يتبع جنس التنام مخفي الذيل من فصيلة التنامية.